# Кавакамі Ґенсай
Кавакамі Ґенсай (яп. 河上 彦斎, かわかみ げんさい 25 грудня 1834 — 13 січня 1872) — японський самурай, який входив в четвірку найвідоміших політичних найманих вбивць часів пізнього сьоґунату Токуґави.
За свідоцтвами сучасників, Ґенсай був невисокою людиною (не вище 150 см) тендітної статури, на відстані його можна було прийняти за жінку. Його стиль фехтування, Сірануі-рю (яп. 不知火流), створений ним самим, базувався на швидкості та характеризувався глибокими випадами на праву ногу, при яких ліве коліно практично торкалося землі.

## Біографія
Кавакамі Ґенсай народився в 1834 році в місті Кумамото, столиці Кумамото-хану (зараз місто Кумамото — адміністративний центр префектури Кумамото). Ґенсай був другим сином Коморі Садасуке. Стати спадкоємцем роду Коморі Ґенсай не міг — на цю роль був вибраний його старший брат, у віці 10 років його віддали на усиновлення в сім'ю Кавакамі Ґембея.
Ґенсай відвідував школу, де вивчив звичайний для того часу курс наук та навчався володіти мечем, в чому, проте, не досяг великих успіхів. У віці 15 років він був прийнятий на службу до даймьо та виконував різноманітні дрібні обов'язки: від прибирання до супроводу даймьо в його поїздках.

### Формування політичних поглядів
Перебуваючи на службі у даймьо, Ґенсай познайомився з прихильниками скасування сьоґунату та реставрації прямого імператорського правління Тодорокі Бухеєм та Міябе Тейдзо, які сильно вплинули на формування його політичних поглядів.
У 1854 році, під час прибуття до Японії «чорних кораблів» американського комодора Меттью Перрі, Ґенсай знаходився в Едо, столиці сьоґунату. Він був глибоко незадоволений діями сьоґунського уряду, який підписав з американцями невигідну торгову угоду, та після повернення в Кумамото приєднався до школи, яка поширювала ідеї Сонно дзьої. Потім він повернувся в Едо.
У 1860 році, коли ронінами був вбитий Ії Наосуке — чиновник, який підписав договір з американцями, Ґенсай надав укриття та відпочинок чотирьом з ронінів, які втікали від переслідування.
У 1861 році Ґенсай одружився з Місаві Тей, другою дочкою сімейства Місава. Тей практикувала бойові мистецтва — зокрема, володіла наґінатою.

### Діяльність в останні роки сьоґунату Токуґави
У 1864 році вчитель Ґенсая Міябе Тейдзо загинув в ході нальоту Сінсенґумі на готель Ікеда-я в Кіото. Незабаром після цього Ґенсай зробив своє найвідоміше та єдине підтверджене вбивство: вдень з одного удару вбив Сакуму Сьодзана, державного чиновника та мислителя, який підтримував відкриття країни для іноземців. Ґенсаю також приписують інші політичні вбивства, але явних, безперечних доказів його причетності до них немає.
Влітку 1864 року в час повстання Кіммон в Кіото Ґенсай приєднався до військових сил Тьосю-хану. Ґенсай вступив в ополчення Тьосю та бився під командуванням Такасуґі Сінсаку проти загонів, посланих сьоґунським урядом з метою придушити бунт в Тьосю. Проте в ході битви при Кокурі солдати Хіґо-хану, які билися за сьоґунат, переконали Ґенсая повернутися в рідну провінцію. Після повернення він був ув'язнений.

### Епоха Мейдзі
У 1867 році, з приходом до влади нового уряду та початку періоду Мейдзі, Ґенсай був звільнений. Він змінив ім'я на Кода Ґембей та через два роки був призначений командиром гарнізону в Цурусакі, невеликій області в провінції Хіґо.
Приблизно в цей же час був розформовано багато ополчень, які билися на стороні нового уряду в громадянській війні. Серед їх колишніх членів знайшлися незадоволені таким поворотом подій. Вони виступити проти нового уряду та просили Ґенсая приєднатися до них, але той відмовився. Проте він надавав притулок трьом повстанцям. Повстанці здійснили два повстання проти нової влади, але були розбиті. Незабаром після цього владі Хіґо стало відомо, що Ґенсай ховає бунтівників. Ґенсай був заарештований, відправлений до Токіо та в січні 1872 року страчений по звинуваченню в антиурядовій змові.

## Кавакамі Ґенсай в мистецтві
- Ґенсай є основним прототипом головного героя аніме та манґи Rurouni Kenshin Хімури Кенсіна.
- В аніме та манзі Gintama присутній другорядний персонаж на ім'я Кавакамі Бансай, чия вигадана біографія нагадує біографію Ґенсая.